# Supercoppa spagnola 2021 (pallavolo maschile)
La Supercoppa spagnola 2021 si è svolta il 26 settembre 2021: al torneo hanno partecipato due squadre di club spagnole e la vittoria finale è andata per la prima volta al Guaguas.

## Regolamento
Le squadre hanno disputato una gara unica.

## Squadre partecipanti
| Squadra | Qualificazione                              |
| ------- | ------------------------------------------- |
| Guaguas | Vincitrice SVM 2020-21/Coppa del Re 2020-21 |
| Palma   | Finalista Coppa del Re 2020-21              |

## Torneo
| 26 settembre 2021 Centro Insular de Deportes, Las Palmas Durata: 1h:30 - Spettatori: 1 200 | Guaguas | 3 - 0 | Palma | 25-22, 25-15, 25-20 |